# Roemenië op de Olympische Winterspelen 2022
Roemenië was een van de deelnemende landen aan de Olympische Winterspelen 2022 in Peking, China.

## Deelnemers en resultaten

### Alpineskiën
Maximaal vier deelnemers per onderdeel
Mannen
| Naam                        | Onderdeel    | 1e run  | 1e run | 2e run  | 2e run | Totaal  | Totaal |
| Naam                        | Onderdeel    | Tijd    | Rang   | Tijd    | Rang   | Tijd    | Rang   |
| --------------------------- | ------------ | ------- | ------ | ------- | ------ | ------- | ------ |
| Alexandru Stefan Stefanescu | Reuzenslalom | 1:14,20 | 38     | 1:19,01 | 33     | 2:33,21 | 32     |
| Alexandru Stefan Stefanescu | Slalom       | 1:01,72 | 39     | 58,70   | 35     | 2:00,42 | 35     |

Vrouwen
| Naam                   | Onderdeel    | 1e run  | 1e run | 2e run         | 2e run         | Totaal         | Totaal         |
| Naam                   | Onderdeel    | Tijd    | Rang   | Tijd           | Rang           | Tijd           | Rang           |
| ---------------------- | ------------ | ------- | ------ | -------------- | -------------- | -------------- | -------------- |
| Maria Ioana Constantin | Reuzenslalom | 1:08,25 | 50     | 1:10,25        | 45             | 2:18,50        | 45             |
| Maria Ioana Constantin | Slalom       | DNF     | DNF    | niet geplaatst | niet geplaatst | niet geplaatst | niet geplaatst |

### Biatlon
Mannen
| Naam          | Onderdeel   | Tijd      | Missers     | Rang |
| ------------- | ----------- | --------- | ----------- | ---- |
| George Coltea | Individueel | 1:01:55,5 | 8 (1+4+0+3) | 89   |
| George Coltea | Sprint      | 27:54,7   | 2 (1+1)     | 89   |

Vrouwen
| Naam            | Onderdeel   | Tijd    | Missers     | Rang |
| --------------- | ----------- | ------- | ----------- | ---- |
| Natalia Ushkina | Individueel | 51:04,1 | 2 (0+1+1+0) | 56   |
| Natalia Ushkina | Sprint      | 24:14,3 | 2 (1+1)     | 71   |

### Bobsleeën
| Naam                                                                               | Onderdeel       | Run 1   | Run 1 | Run 2   | Run 2 | Run 3   | Run 3 | Run 4   | Run 4 | Totaal  | Totaal |
| Naam                                                                               | Onderdeel       | Tijd    | Rang  | Tijd    | Rang  | Tijd    | Rang  | Tijd    | Rang  | Tijd    | Rang   |
| ---------------------------------------------------------------------------------- | --------------- | ------- | ----- | ------- | ----- | ------- | ----- | ------- | ----- | ------- | ------ |
| Mihai Cristian Tentea* Nicolae Ciprian Daroczi                                     | Tweemansbob (m) | 59,83   | 12    | 1:00,46 | 22    | 1:00,19 | 15    | 1:00,28 | 16    | 4:00,76 | 16     |
| Mihai Cristian Tentea* Raul Constantin Dobre Nicolae Ciprian Daroczi Cristian Radu | Viermansbob (m) | 58,87   | 10    | 59,55   | 13    | 59,30   | 14    | 59,93   | 18    | 3:57,65 | 13     |
|                                                                                    |                 |         |       |         |       |         |       |         |       |         |        |
| Andreea Grecu                                                                      | Monobob (v)     | 1:05,56 | 11    | 1:05,71 | 8     | 1:06,46 | 15    | 1:06,26 | 10    | 4:23,99 | 12     |
| Andreea Grecu* Katharina Wick                                                      | Tweemansbob (v) | 1:01,82 | 9     | 1:02,47 | 20    | 1:02,25 | 16    | 1:02,44 | 18    | 4:08,98 | 18     |

* – Geeft de bestuurder van de slee aan

### Langlaufen
Lange afstanden
Mannen
| Naam                   | Onderdeel             | Uitslag   | Uitslag |
| Naam                   | Onderdeel             | Tijd      | Rang    |
| ---------------------- | --------------------- | --------- | ------- |
| Paul Constantin Pepene | 15 km klassieke stijl | 40:52,7   | 30      |
| Paul Constantin Pepene | 30 km skiatlon        | 1:22:41,4 | 28      |
| Raul Mihai Popa        | 15 km klassieke stijl | 43:25,3   | 64      |

Vrouwen
| Naam          | Onderdeel             | Uitslag | Uitslag |
| Naam          | Onderdeel             | Tijd    | Rang    |
| ------------- | --------------------- | ------- | ------- |
| Tímea Lőrincz | 10 km klassieke stijl | 37:15,3 | 86      |

Sprint
Mannen
| Naam                                     | Onderdeel  | Kwalificatie | Kwalificatie | Kwartfinales   | Kwartfinales   | Halve finales  | Halve finales  | Finale         | Finale         |
| Naam                                     | Onderdeel  | Tijd         | Rang         | Tijd           | Rang           | Tijd           | Rang           | Tijd           | Rang           |
| ---------------------------------------- | ---------- | ------------ | ------------ | -------------- | -------------- | -------------- | -------------- | -------------- | -------------- |
| Raul Mihai Popa                          | Sprint     | 2:59,85      | 47           | niet geplaatst | niet geplaatst | niet geplaatst | niet geplaatst | niet geplaatst | 47             |
| Paul Constantin Pepene / Raul Mihai Popa | Teamsprint | n.v.t.       | n.v.t.       | n.v.t.         | n.v.t.         | 21:03,35       | 9              | niet geplaatst | niet geplaatst |

Vrouwen
| Naam          | Onderdeel | Kwalificatie | Kwalificatie | Kwartfinales   | Kwartfinales   | Halve finales  | Halve finales  | Finale         | Finale |
| Naam          | Onderdeel | Tijd         | Rang         | Tijd           | Rang           | Tijd           | Rang           | Tijd           | Rang   |
| ------------- | --------- | ------------ | ------------ | -------------- | -------------- | -------------- | -------------- | -------------- | ------ |
| Tímea Lőrincz | Sprint    | 3:55,15      | 78           | niet geplaatst | niet geplaatst | niet geplaatst | niet geplaatst | niet geplaatst | 78     |

### Rodelen
Individueel
| Naam                | Onderdeel | Run 1    | Run 1 | Run 2    | Run 2 | Run 3    | Run 3 | Run 4          | Run 4          | Totaal         | Totaal         |
| Naam                | Onderdeel | Tijd     | Rang  | Tijd     | Rang  | Tijd     | Rang  | Tijd           | Rang           | Tijd           | Rang           |
| ------------------- | --------- | -------- | ----- | -------- | ----- | -------- | ----- | -------------- | -------------- | -------------- | -------------- |
| Valentin Cretu      | Mannen    | 58,349   | 20    | 58,362   | 15    | 1:02,223 | 34    | niet geplaatst | niet geplaatst | niet geplaatst | niet geplaatst |
| Raluca Strămăturaru | Vrouwen   | 1:01,357 | 31    | 1:00,305 | 27    | DNF      | DNF   | niet geplaatst | niet geplaatst | niet geplaatst | niet geplaatst |

Dubbels
| Naam                          | Onderdeel | Run 1  | Run 1 | Run 2    | Run 2 | Totaal   | Totaal |
| Naam                          | Onderdeel | Tijd   | Rang  | Tijd     | Rang  | Tijd     | Rang   |
| ----------------------------- | --------- | ------ | ----- | -------- | ----- | -------- | ------ |
| Marian Gîtlan / Darius Şerban | Dubbels   | 59,694 | 13    | 1:00,243 | 16    | 1:59,937 | 14     |

Gemengd
| Naam                                                             | Onderdeel | Totaal                                            | Totaal |
| Naam                                                             | Onderdeel | Tijd                                              | Rang   |
| ---------------------------------------------------------------- | --------- | ------------------------------------------------- | ------ |
| Raluca Strămăturaru Valentin Cretu Marian Gîtlan / Darius Şerban | Estafette | 3:07,692 1:01,402 (9) 1:02,743 (10) 1:03,547 (10) | 9      |

### Schaatsen
Vrouwen
| Naam          | Onderdeel | Uitslag | Uitslag |
| Naam          | Onderdeel | Tijd    | Rang    |
| ------------- | --------- | ------- | ------- |
| Mihaela Hogaș | 500 m     | 39,45   | 29      |
| Mihaela Hogaș | 1000 m    | 1:19,33 | 29      |

### Schansspringen
Mannen
| Naam                 | Onderdeel      | Kwalificatie | Kwalificatie | Kwalificatie | Eerste ronde   | Eerste ronde   | Eerste ronde   | Finaleronde    | Finaleronde    | Finaleronde    | Totaal         | Totaal |
| Naam                 | Onderdeel      | Afstand      | Score        | Rang         | Afstand        | Score          | Rang           | Afstand        | Score          | Rang           | Score          | Rang   |
| -------------------- | -------------- | ------------ | ------------ | ------------ | -------------- | -------------- | -------------- | -------------- | -------------- | -------------- | -------------- | ------ |
| Daniel Andrei Cacina | Normale schans | 83,5         | 70,9         | 40           | 89,5           | 95,8           | 48             | niet geplaatst | niet geplaatst | niet geplaatst | niet geplaatst | 48     |
| Daniel Andrei Cacina | Grote schans   | 114,0        | 88,8         | 44           | 119,0          | 97,8           | 46             | niet geplaatst | niet geplaatst | niet geplaatst | niet geplaatst | 46     |
| Andrei Feldorean     | Normale schans | 76,5         | 55,0         | 45           | 82,0           | 84,3           | 50             | niet geplaatst | niet geplaatst | niet geplaatst | niet geplaatst | 50     |
| Andrei Feldorean     | Grote schans   | 104,5        | 69,0         | 52           | niet geplaatst | niet geplaatst | niet geplaatst | niet geplaatst | niet geplaatst | niet geplaatst | niet geplaatst | 52     |

Vrouwen
| Naam               | Onderdeel      | Kwalificatie | Kwalificatie | Kwalificatie | Eerste ronde | Eerste ronde | Eerste ronde | Finaleronde | Finaleronde | Finaleronde | Totaal | Totaal |
| Naam               | Onderdeel      | Afstand      | Score        | Rang         | Afstand      | Score        | Rang         | Afstand     | Score       | Rang        | Score  | Rang   |
| ------------------ | -------------- | ------------ | ------------ | ------------ | ------------ | ------------ | ------------ | ----------- | ----------- | ----------- | ------ | ------ |
| Daniela Haralambie | Normale schans | n.v.t.       | n.v.t.       | n.v.t.       | 88,5         | 83,0         | 19           | 79,5        | 73,2        | 25          | 156,2  | 25     |